# جيمس بريتشيت
جيمس بريتشيت (بالإنجليزية: James Pritchett)‏ (1 يوليو 1982 بواتفورد في المملكة المتحدة - ) هو لاعب كرة قدم بريطاني في مركز الدفاع. شارك مع منتخب نيوزيلندا تحت 17 سنة لكرة القدم ومنتخب نيوزيلندا الأولمبي لكرة القدم ومنتخب نيوزيلندا لكرة القدم. أما مع النوادي، فقد لعب مع كامبريدج يونايتد ونادي أوكلاند سيتي وKhon Kaen F.C. ‏ وBay Olympic ‏ وFootball Kingz FC ‏ وNew Zealand Knights FC ‏.

## وصلات خارجية
- جيمس بريتشيت على موقع الاتحاد الدولي (مؤرشف)  (الإنجليزية)
- جيمس بريتشيت على موقع قاعدة بيانات كرة القدم.إي يو (الإنجليزية)
- جيمس بريتشيت على موقع AS.com (الإسبانية)